# Mossberg 500

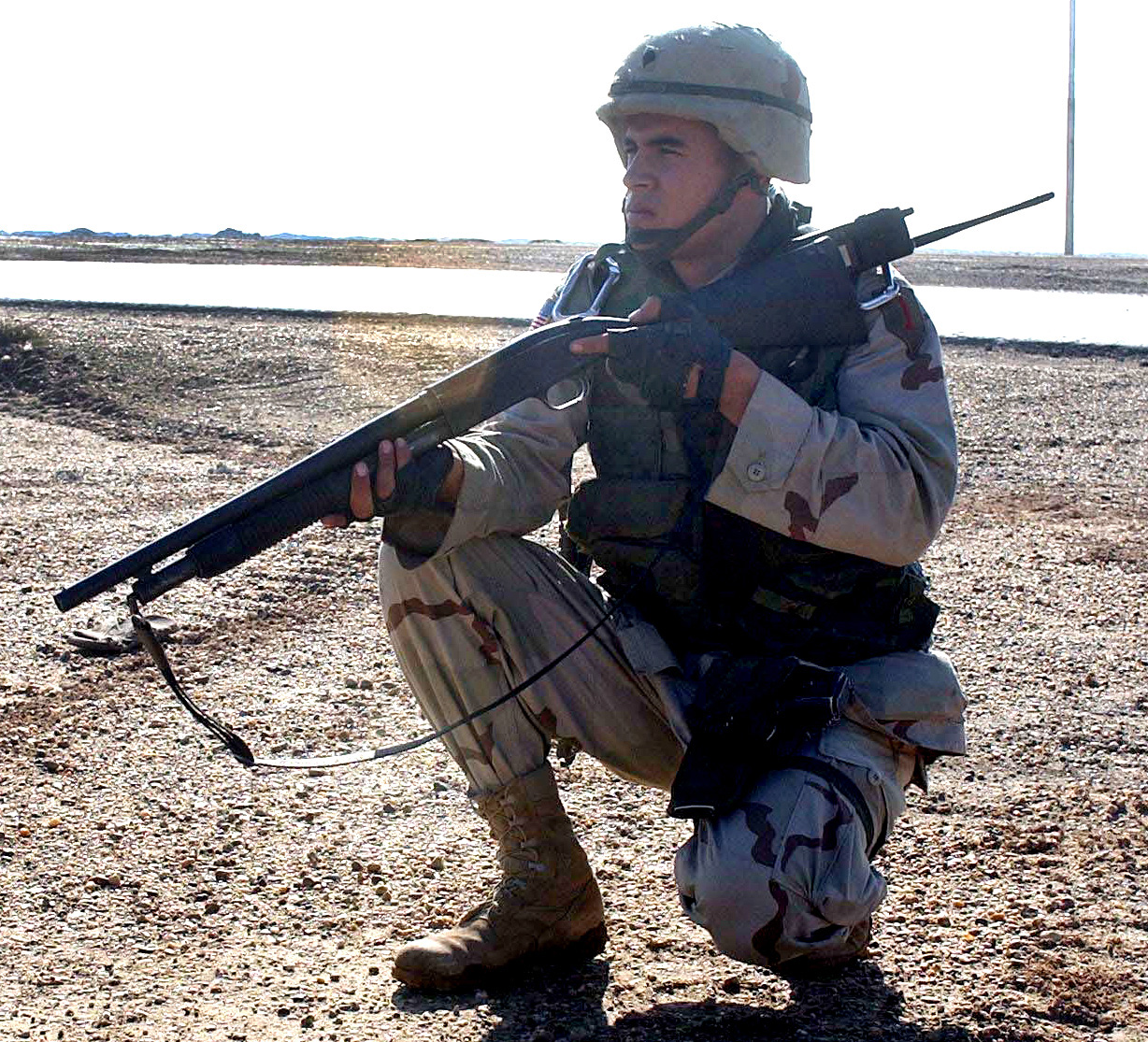
Um militar americano com seu Mossberg 500.

Mossberg 500 é um modelo-série de escopeta por ação de bombeamento fabricada pela empresa americana O.F. Mossberg & Sons. O modelo 500 é produzida em diversas variantes de inúmeros calibres, tamanhos, capacidade de carga e outros detalhes. É usada por forças policiais e militares de diversos países desde a década de 1960.

## Opções do Model 500
O nome "Model 500" abrange uma família inteira de espingardas pump projetadas para câmaras cartuchos "magnum" de polegada (76 mm). O modelo padrão comporta cinco projéteis de 2,75 polegadas (70 mm) ou cinco de 3 polegadas (76 mm) no carregador e um na câmara. O Model 500 está disponível em calibre 12, calibre 20 e calibre .410, sendo o calibre 12 o mais popular e com mais recursos opcionais disponíveis. Um calibre 16 foi oferecido uma só vez, mas foi descontinuado.

### Acabamentos
O acabamento padrão do Model 500 é um receptor de liga de alumínio anodizado e um cano polido e azulado. Alguns modelos vêm com um receptor preto fosco anodizado e um cano azul fosco. Cerca de 500 modelos são anodizados para parecerem estacionados (em inglês: parkerized), com canos estacionados. Isso também é real na série 590, já que um receptor de alumínio não pode ser estacionado.
Mossberg também oferece modelos pintados em camuflagem, em vários padrões diferentes. Os estoques são de madeira ou compostos, com as ações compostas sendo preto fosco ou camuflagem para combinar com o resto da arma. Um modelo especial chamado Mariner está disponível com o acabamento Marinecote, um acabamento níquel-eletrolítico que é altamente resistente à corrosão. Os modelos Mariner usam os estoques compostos pretos.

## Números de modelos
- 500A = calibre 12
- 500AB = calibre 12, Barra de Ação dupla
- 500B = calibre 16 (foi descontinuada)
- 500C = calibre 20 e calibre 12
- 500D = calibre 28 (nunca entrou em produção)
- 500E = calibre .410[6]

## Operadores

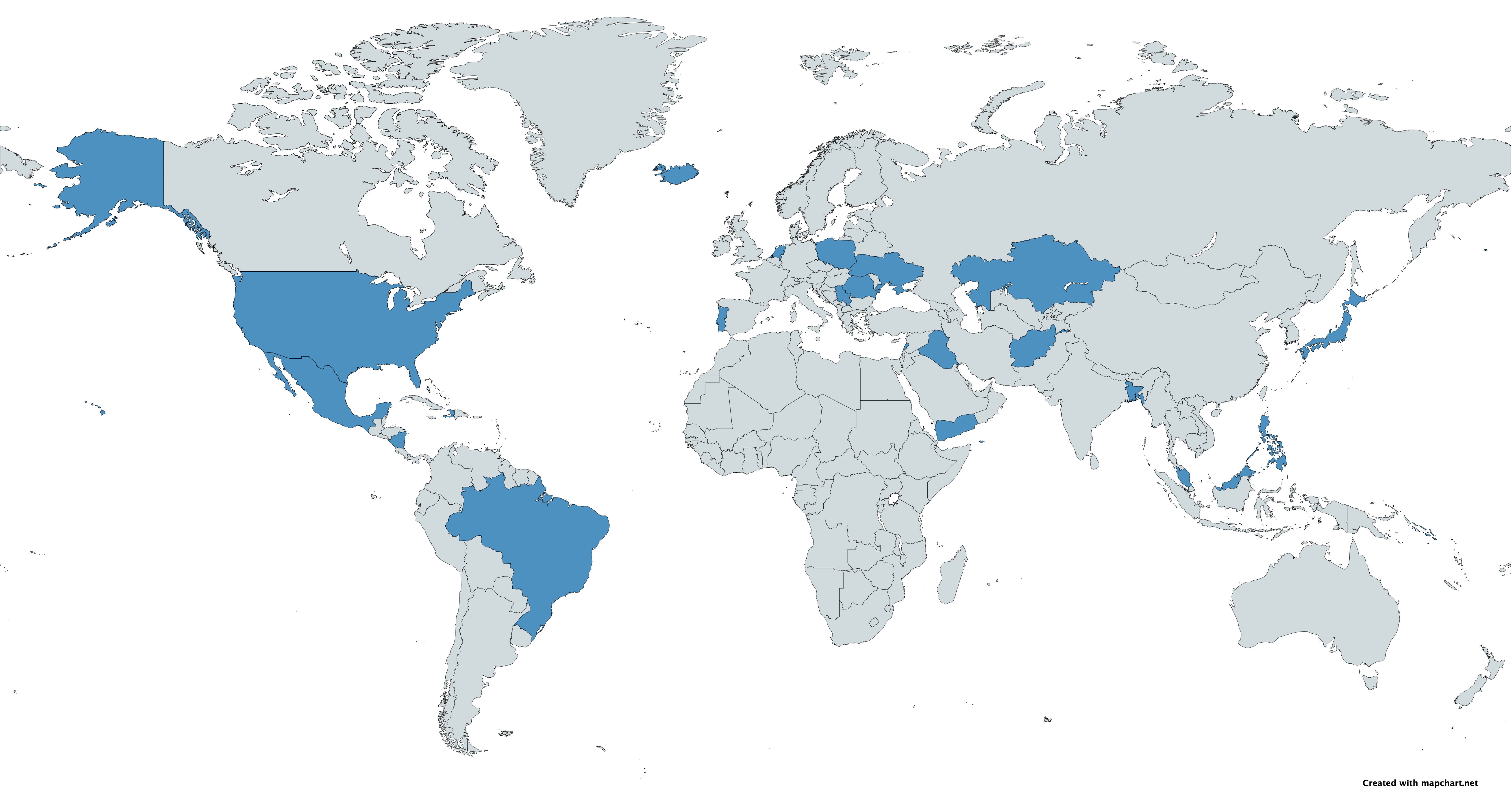
Um mapa com operadores da Mossberg 500 em azul

A Mossberg produziu duas versões militares dos EUA do modelo 500, a 500 MILS e a 500M MILS, a diferença sendo a localização do zarelho superior da bandoleira. Os números do modelo contêm um prefixo dos EUA para o número de série. Esses modelos específicos (500 MILS e 500M MILS) contêm todas as peças de metal, são parkerizados com um cano de 20 polegadas. A capacidade do carregador é de 6+1.
- Afeganistão[9]
- Argentina [10]
- Bangladesh[9]
- Brasil: Usada pelo Corpo de Fuzileiros Navais.[11] A 590 está em uso no Batalhão de Operações Especiais de Fuzileiros Navais[12] e na Polícia do Exército. 500 Cruiser fornecida ao 1.º Batalhão de Forças Especiais[13]
- Chile
- Haiti
- Islândia:[9] Polícia Nacional da Islândia.[14]
- Iraque[9]
- Japão: Usada pelas Forças de Autodefesa do Japão.[15]
- Cazaquistão[16]
- Líbano[17]
- Malásia: Força de Operações Especiais da Malásia[18] e RELA Corps.
- México[9]
- Países Baixos: 590DA1 é usada pelo Korps Commandotroepen, Infantaria Blindada e Brigada Aeromóvel do Exército Real dos Países Baixos.[19]
- Nicarágua[20]
- Filipinas[21]
- Polónia: 50.440 em uso pela Gendarmaria Militar e 590 em uso pela Policja desde 1994[22] e provavelmente em uso pelas tropas polonesas no Afeganistão.[23]
- Portugal: Usada pelo Corpo de Fuzileiros.[24]
- Roménia[25]
- Arábia Saudita: Mossberg 500 calibre 12[26]
- Sérvia: Mossberg M-590 é usada pela Unidade Especial Antiterrorista.[27]
- Ilhas Salomão: Usada pela Força Policial Real das Ilhas Salomão.[28]
- Espanha Mossberg 500 calibre 12. Em serviço nas forças de segurança da Guardia Civil e do Cuerpo Superior.[29]
- Estados Unidos: Usada pelo Exército, Marinha e Fuzileiros Navais.[30][31]
- Ucrânia: Foi doada ao Exército Ucraniano pelo governo dos Estados Unidos na invasão russa da Ucrânia em 2022.[32]
- Iêmen[9]